# Sandrasen bei Urberach
Sandrasen bei Urberach este o arie protejată (arie specială de conservare — SAC, sit de importanță comunitară — SCI) din Germania întinsă pe o suprafață de 7,14 ha, integral pe uscat.

## Localizare
Centrul sitului Sandrasen bei Urberach este situat la coordonatele 49°58′08″N 8°46′46″E / 49.9689°N 8.7794°E.

## Înființare
Situl Sandrasen bei Urberach a fost declarat sit de importanță comunitară în iunie 2000 pentru a proteja 1 specie de animale. Situl a fost protejat și ca arie specială de conservare în martie 2008.

## Biodiversitate
Situată în ecoregiunea continentală, aria protejată conține 1 habitat natural: Vegetație psamofilă uscată cu pășuni deschise de Corynephorus și Agrostis.
La baza desemnării sitului se află o specie protejată de  păsări: sfrâncioc roșiatic (Lanius collurio).
Pe lângă speciile protejate, pe teritoriul sitului au mai fost identificate 8 specii de plante.